# غليكابريفير
غليكابريفير (INN,) هو مثبط بروتينات موجودة في فيروس التهاب الكبد الفيروسي ج (HCV) صنعته شركة أب في مع شركة إناتا للأدوية. طور لعلاج التهاب الكبد الفيروسي ج في دواء مركب مع بيبرنتاسفير. أظهرا سوية فعالية مضادة للفيروس عالية جدا في المختبر.
في 19 ديسمبر 2016، قدمت شركة أب في طلب تسجيل دواء جديد إلى إدارة الغذاء والدواء الأمريكية لدواء غليكابريفير/بيبرنتاسفير (الاسم التجاري Mavyret) لعلاج الأنماط الوراثية الرئيسية (1–6) لالتهاب الكبد الفيروسي ج المزمن. في 3 آب 2017 أقرت إدارة الغذاء والدواء استعماله. في أوروبا، أقر بتاريخ 17 آب 2017 للاستعمال نفسه وتحت اسم تجاري هو Maviret.